# Bachmutka (dopływ Kalmiusa)
Bachmutka (ukr. Бахмутка) – rzeka na Ukrainie w obwodzie donieckim, prawy dopływ Kalmiusa. Rzeka płynie do Zakładów Metalurgicznych w Doniecku